# Candelaria Pachán
Candelaria Pachán är en ort i Mexiko.   Den ligger i kommunen Las Margaritas och delstaten Chiapas, i den sydöstra delen av landet, 900 km öster om huvudstaden Mexico City. Candelaria Pachán ligger 1 298 meter över havet och antalet invånare är 183.
Terrängen runt Candelaria Pachán är kuperad åt sydväst, men åt nordost är den bergig. Terrängen runt Candelaria Pachán sluttar österut. Runt Candelaria Pachán är det ganska glesbefolkat, med 30 invånare per kvadratkilometer. Närmaste större samhälle är Plan de Santo Tomás, 6,3 km sydost om Candelaria Pachán. I omgivningarna runt Candelaria Pachán växer i huvudsak städsegrön lövskog.